# 코퍼벨트주

코퍼벨트 주

코퍼벨트주(Copperbelt Province)는 잠비아를 구성하는 10개 주 가운데 하나로 주도는 은돌라이며 면적은 31,328km2, 인구는 2,362,207명(2015년 기준), 인구 밀도는 75명/km2이다.
서쪽으로는 북서부 주, 남쪽으로는 중부 주와 접하며 북쪽과 동쪽으로는 콩고 민주 공화국과 국경을 접한다. 구리가 많이 매장되어 있기 때문에 광업이 발달된 곳으로 여겨진다. 10개 구(칠릴라봄브웨 구, 칭골라 구, 칼룰루시 구, 키트웨 구, 루안샤 구, 루프완야마 구, 마사이티 구, 음퐁웨 구, 무풀리라 구, 은돌라 구)를 관할한다.